# Athesans-Étroitefontaine
Athesans-Étroitefontaine är en kommun i departementet Haute-Saône i regionen Bourgogne-Franche-Comté i östra Frankrike. Kommunen ligger i kantonen Villersexel som tillhör arrondissementet Lure. År 2022 hade Athesans-Étroitefontaine 630 invånare.

## Befolkningsutveckling
Antalet invånare i kommunen Athesans-Étroitefontaine
| Referens: INSEE |